# 157e division d'infanterie (Allemagne)
Pour les articles homonymes, voir 157e division.
La 157e division de réserve (en allemand : 157. Reserve-Division ou 157. ResDiv.) renommée  157e division de montagne (157. Gebirgs-Division), est une des divisions de réserve de l'armée allemande (Wehrmacht) durant la Seconde Guerre mondiale.

## Historique
- 26 août 1939 : formation de la division de l'Armée de remplacement sous le nom de Kommandeur der Ersatztruppen VII à Munich dans le Wehrkreis VII.
- 9 novembre 1939 : l'état-major est renommé 157. Division.
- 22 décembre 1939 : l'état-major prend le nom de Division Nr. 157.
- 1er octobre 1942 : avec son reclassement en armée de réserve, la division prend le nom de 157e division de réserve.
- 1er septembre 1944 : elle est renommée 157e division de montagne (division de montagne) pour tenir les cols alpins.

## Organisation

### Commandants
157e division d'infanterie
| Date                                 | Grade           | Commandant     |
| ------------------------------------ | --------------- | -------------- |
| 15 septembre 1939 - 27 décembre 1941 | Generalleutnant | Karl Graf      |
| 27 décembre 1941 - 20 janvier 1942   | Generalleutnant | Hans Schönhärl |
| 20 janvier 1942 - 20 septembre 1942  | Generalleutnant | Karl Graf      |
| 20 septembre 1942 - ? octobre 1942   | Generalleutnant | Karl Pflaum    |
| ? octobre 1942 - 1er septembre 1944  | Generalleutnant | Karl Pflaum    |

157e division de montagne
| Date                                 | Grade           | Commandant                |
| ------------------------------------ | --------------- | ------------------------- |
| 1er septembre 1944 - 27 février 1945 | Generalleutnant | Dipl. Ing. Paul Schricker |

### Officiers d'opérations(Generalstabsoffiziere (Ia))
157e division de montagne
| Date                                 | Grade | Commandant       |
| ------------------------------------ | ----- | ---------------- |
| 1er septembre 1944 - 27 février 1945 | Major | Johannes Koepper |

## Théâtres d'opérations
- Allemagne : septembre 1939 - septembre 1942
- Finlande : septembre 1942 - octobre 1942
- France et Italie : octobre 1942 - septembre 1944
- Italie : septembre 1944 - 27 février 1945

### Opérations

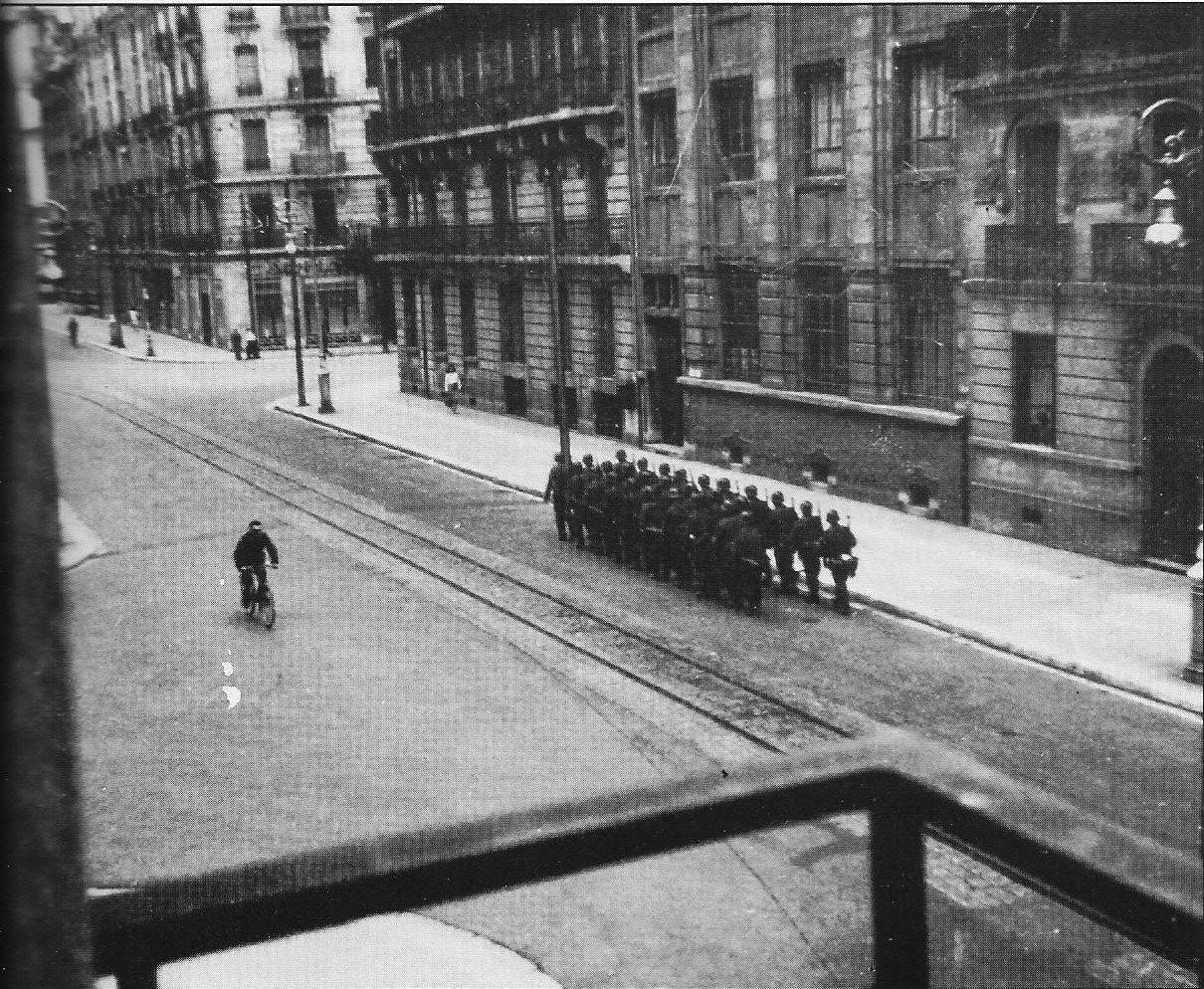
Une section de l'armée allemande défile boulevard Édouard-Rey à Grenoble et se dirige vers la place Victor-Hugo.

Elle est présente dans les Alpes françaises dès la signature de l'Armistice de Cassibile et installe son quartier général dans la Maison des étudiants, place Pasteur à Grenoble, le 9 septembre 1943. 15 000 hommes sont répartis sur les trois départements alpins. La division a surtout été engagée en 1944 lors d'opération de lutte contre les résistants. Cette année-là, elle a conduit sept importantes opérations de ratissage dans le Jura, le Vercors et les Alpes :
- Korporal (Caporal) du 5 au 13 février 1944 contre le Groupement Sud des maquis de l'Ain ;
- Hoch Savoyen (Haute-Savoie) contre le maquis des Glières fin mars 1944 ;
- Frühling (Printemps) du 7 au 18 avril 1944 contre le Groupement Nord des maquis de l'Ain et du Haut-Jura ;
- Treffenfeld contre les rescapés des maquis de l'Ain et du Haut-Jura du 11 au 24 juillet 1944 ;
- Bergen (Montagnes) contre le maquis du Vercors en juillet 1944 ;
- Hochsommer (Plein été) contre le maquis de l'Oisans en août 1944[2],[3] ;
- Nachtigall (Rossignol) contre le maquis du Val Chisone, à l'ouest de Turin, en août 1944.

Après le débarquement de Provence, la 157e division d'infanterie évacue précipitamment Grenoble dans la nuit du 21 au 22 août 1944.

## Ordres de bataille
157e division d'infanterie
Elle est une unité mixte (un régiment de chasseurs de montagne et un régiment de grenadiers) d’instruction (montagne) et d'occupation en France de 1942 à 1944, stationnée dans le Jura et dans les Alpes.
- Reserve-Grenadier-Regiment 7
- Reserve-Grenadier-Regiment 157
- Reserve-Gebirgsjäger-Regiment 1
- Reserve-Artillerie-Regiment 7
- Reserve-Pionier-Bataillon 7
- Reserve-Divisions-Nachschubführer 1057

Avril 1940
- Infanterie-Ersatz-Regiment 7
- Infanterie-Ersatz-Regiment 157
- Gebirgs-Jäger-Ersatz-Regiment 1
- Artillerie-Ersatz-Regiment 7
- Beobachtungs-Ersatz-Abteilung 7
- Ersatz-Abteilung für motorisierte Aufklärung 7
- Panzerjäger-Ersatz-Abteilung 7
- Pionier-Ersatz-Bataillon 7
- Nachrichten-Ersatz-Abteilung 7
- Kraftfahr-Ersatz-Abteilung 7
- Kraftfahr-Ersatz-Abteilung 27
- Fahr-Ersatz-Abteilung 7
- Fahr-Ersatz-Abteilung 27
- Bau-Ersatz-Bataillon 7

157e division de montagne septembre 1944
- Gebirgsjäger-Regiment 296
- Gebirgsjäger-Regiment 297
- Gebirgs-Artillerie-Regiment 1057
- Feldersatz-Bataillon 1057
- Panzerjäger-Abteilung 1057
- Gebirgs-Pionier-Bataillon 1057
- Nachrichten-Abteilung 1057
- Gebirgs-Divisions-Nachschubführer 1057